# Pterella penicillaris
Pterella penicillaris is een vliegensoort uit de familie van de dambordvliegen (Sarcophagidae). De wetenschappelijke naam van de soort is voor het eerst geldig gepubliceerd in 1865 door Camillo Róndani.